# Entità sionista

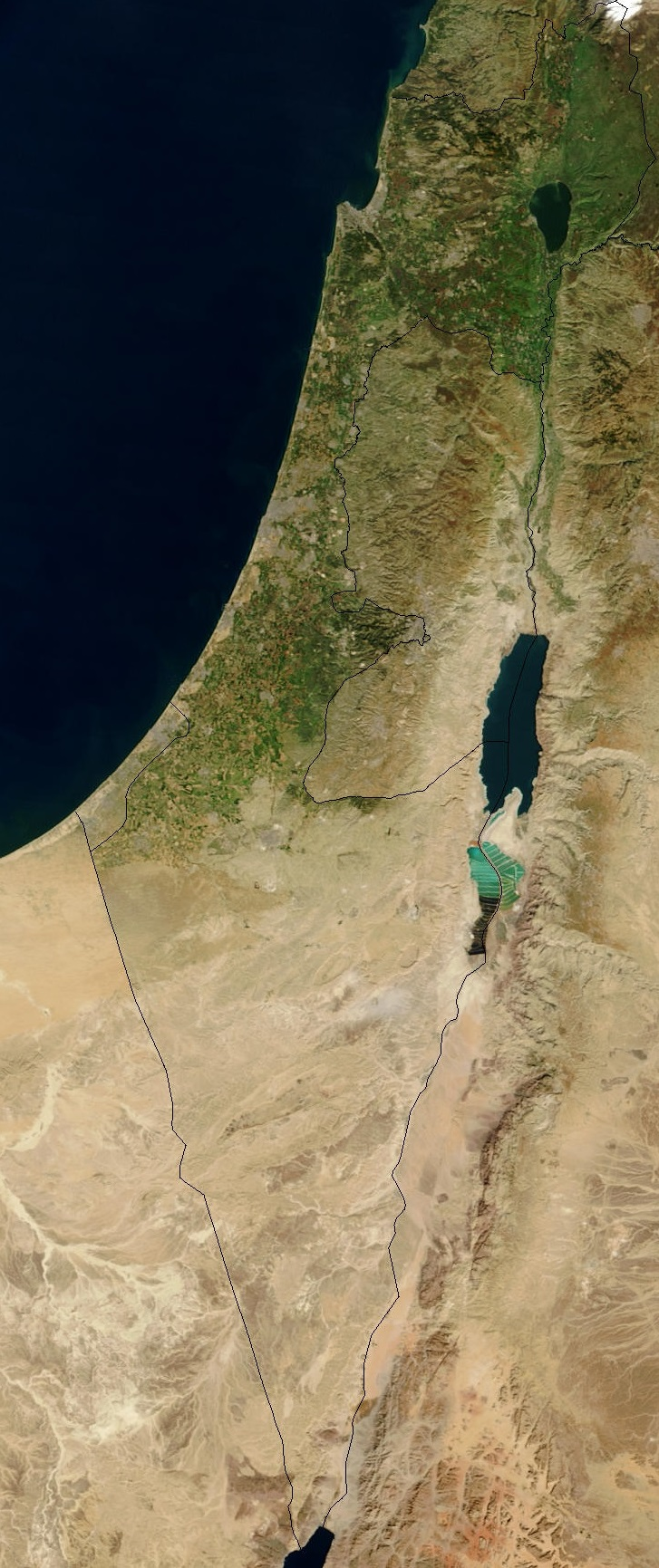
Immagine satellitare

Entità Sionista (in arabo الكيان الصهيوني‎?, al-kiyān aṣ-ṣihyūnī; in persiano رژیم صهیونیستی‎, režim-e sayhunisti) è un termine usato nel mondo arabo e islamico per indicare in senso dispregiativo lo Stato di Israele.
L'espressione è vista come un mezzo per esprimere l'ostilità nei confronti di Israele, e un rifiuto di riconoscerne l'esistenza o di negare il suo diritto all'esistenza. È stata descritta come "un'espressione che riflette dell'odio razziale".
Prima del 1967, il termine era il termine più diffuso tra gli arabi per riferirsi ad Israele, ed era particolarmente popolare in trasmissioni ufficiali di Egitto, Siria e Giordania, tra il 1960 ed il 70.
Il termine è stato utilizzato, tra gli altri, dall'Autorità Nazionale Palestinese, l'Organizzazione per la Liberazione della Palestina, l'Iran, il regime di Saddam Hussein, Hamas e anche "dagli ambasciatori di Siria e Iraq presso il Consiglio di Sicurezza delle Nazioni Unite nei mesi di febbraio e marzo 2003, che hanno preceduto l'invasione dell'Iraq."